# Cyclooctin
Cyclooctin ist eine chemische Verbindung aus der Gruppe der cyclischen Alkine. Sie ist der kleinste Ring in der Klasse der Cycloalkine, der in reiner Form isolierbar ist.

## Gewinnung und Darstellung
Cyclooctin wurde erstmals durch Oxidation von 1,2-Cyclooctandiondihydrazon von Alfred Theodore Blomquist and Liang Huang Liu im Jahr 1953 synthetisiert.
Später wurde auch eine Synthesen ausgehend von 1-Bromcycloocten entwickelt, die im Gegensatz zur ersten Synthese die Bildung von isomerem 1,2-Cyclooctadien vermeidet. So erhält man Cyclooctin aus 1-Bromcycloocten durch die Eliminierung von HBr mit Natriumamid, sowie durch Oxydation von 1-Amino-4.5.6.7.8.9-hexahydro-cyclooctatriazol mit Bleitetraacetat.

## Eigenschaften
Cyclooctin ist eine farblose Flüssigkeit, die löslich in den meisten organischen Lösungsmitteln ist. Die Verbindung ist bekannt für ihre beträchtliche Ringspannung (etwa 20 kcal/mol). Diese Eigenschaft macht Cyclooctin sowohl aus synthetischer als auch aus theoretischer Sicht interessant. Die ersten untersuchten Reaktionen von Cyclooctin waren Cycloadditionen, darunter eine [2+2+2]-Cyclotrimerisierung, eine [3+2]-Huisgen-1,3-dipolare Cycloaddition bzw. eine [4+2]-Diels-Alder-Reaktion. 
Cyclooctin weist eine verdrehte CC-Dreifachbindung auf. Der Bindungswinkel an der verzerrten Kohlenstoff-Kohlenstoff-Dreifachbindung beträgt dabei etwa 160°.

## Verwendung
Cyclooctin ist eine hochreaktive Verbindung die einen vielseitigen Baustein in der organischen Synthese darstellt. Zum Beispiel für 1,3-dipolare Cycloadditionen und Diels-Alder Reaktionen. Die Verbindung wird auch als Reagenz in Cycloadditionen für die kupferfreie Click-Chemie verwendet.